# IMule
iMule è un client peer-to-peer di file sharing multipiattaforma della famiglia *Mule, adattato al network i2p e modellato sul client aMule.
iMule è un client P2P anonimo, perché a differenza di eMule, aMule e derivati, non utilizza più la rete eD2k ma utilizza solo la rete Kademlia su di un network novello di nome I2P che permette di effettuare file sharing in completo anonimato.

## Storia di iMule
iMule nasce nell'agosto 2007 come nuova idea per il P2P.
Il software non è mai uscito dalla fase di beta testing, e non è raro vedere dei bug in fase d'esecuzione, come non è raro vedere versioni numericamente molto diverse tra loro. Con la versione 1.2.1 è stata migliorata la stabilità correggendo diversi bug.
Dalla versione 1.2.2 sono stati effettuati test completi sul suo funzionamento e dalla versione 1.2.4 è stata inserita la compatibilità con SAM Bridge sia versione 1 che 2.
Dalla versione 1.4.5 è stato inserito nel codice del programma l'I2P router 0.7.4 internamente, così da non richiedere che venga eseguito I2P esternamente.
Ultima versione 2.3.2.1 (14-10-2012)